# 马尔克公社土地所有制
马尔克公社土地所有制（德語：Markgenossenschaft）渊源于日耳曼氏族制度的土地所有制。也称自由农民土地占有制，实质是一种土地公有制度。
日耳曼组成以地域划分的马尔克公社，公社所在地及其周围的土地就成为了公社的财产。其中，社员的房屋所占土地及与之相连的小块园地属于社员家庭私有；河流、森林、山坡、牧场属于公社所有，社员共同使用；耕地也属于公社所有，但分配给社员家庭耕种。
对耕地，社员有使用权、收益权，公社有管理权和处分权。在马尔克（自由农民）内，固定为社员使用，社员死亡时，由家庭继承。